# Mohammad Ali Shomali
Mohammad Ali Shomali (persiska: محمدعلى شمالى), född 1965 i Teheran, är utexaminerad från de islamiska seminarierna (hawza) i Qom, och har även både en bachelorexamen och en magisterexamen i västerländsk filosofi från Teherans universitet. Han har tagit sin doktorsexamen från University of Manchester. Hans publikationer inkluderar Self-Knowledge, Discovering Shi'a Islam och Principles of Jurisprudence: An Introduction to Methodology of Fiqh. Hans forskningsfokus ligger främst på etikfilosofi, islamiskt tänkande och interreligiös dialog.